# هوكر هايند
هوكر هايند (بالإنجليزية: Hawker Hind)‏ هي قاذفة خفيفة بريطانية من صنع شركة شركة هوكر المحدودة للطائرات، حلقت هوكر هايند لأول مرة عام 1934 ودخلت الخدمة في القوات الجوية الملكية البريطانية عام 1935، أنتجت الهايند خلال سنوات 193 و 1938 بما يزيد عن 500 طائرة.